# Stadio Shahid Shiroudi
Lo stadio Shahid Shiroudi (in persiano ورزشگاه شهید شیرودی‎, già noto come stadio Amjadieh (in persiano ورزشگاه امجدیه‎), è un impianto sportivo di Teheran, in Iran, utilizzato come stadio di calcio dalla sua costruzione, nel 1939, al 2009, e attualmente impiegato come sede di gare di atletica.
Capace di 30 000 posti, fu costruito nel 1939 e inaugurato tre anni più tardi. Dopo la rivoluzione iraniana cambiò denominazione, venendo intitolato a Shahid Ali Akbar Shiroudi, un pilota di elicotteri perito durante la guerra Iran-Iraq.

## Storia
Lo stadio è uno dei più antichi impianti sportivi dell'Iran. Costruito nel 1939, fu inaugurato nel 1942: al momento dell'apertura si trovava a nord di Teheran, mentre ora si trova nel centro della capitale. Lo stadio ha ospitato numerosi eventi sportivi, culturali e nazionali, nonché incontri politici. Da quando è stata costituita la nazionale iraniana di calcio ha ospitato le sue partite casalinghe, prima della costruzione dello stadio Aryamehr, poi divenuto stadio Azadi. È stata anche la sede degli incontri del Taj (poi divenuto Esteghlal) e del Persepolis prima della costruzione dello stadio Azadi, nonché dello Shahin prima e dopo la rivoluzione iraniana.
Ha anche ospitato le finali della Coppa d'Asia 1968 e il campionato d'Asia per club 1970. Insieme allo stadio Aryamehr (divenuto Azadi) e allo stadio Apadana (già noto come stadio Persepolis) ha ospitato il turno preliminare del torneo calcistico dei Giochi asiatici 1974. Lo stadio è stato anche la sede del campionato asiatico giovanile di calcio 2000.

## Altri usi
Durante l'incoronazione dello scià Mohammad Reza Pahlavi e dell'imperatrice consorte Farah Pahlavi nel 1967, molti eventi ebbero luogo nello stadio Amjadieh, inclusa la parata dell'incoronazione.
Lo stadio avrebbe dovuto fungere da luogo di partenza per l'operazione Eagle Claw, la missione fallita di salvataggio di 52 ostaggi statunitensi detenuti a Teheran durante la crisi degli ostaggi in Iran.
Il 24 febbraio 1981 il partito Mojahedin del Popolo Iraniano tenne presso lo stadio Amjadieh un incontro pubblico a cui parteciparono circa 40 000 persone.